# Lipstick on Your Collar
"Lipstick on Your Collar" är en sång skriven av Edna Lewis (text) och George Goehring (musik), vilken 1959 blev en hitsingel för Connie Francis.
Francis spelade in låten den 15 april 1959 för Metropolitan Studio (NYC), och producerades och dirigerades av Ray Ellis. Veteragitarristen George Barnes bidrog med ett solo.

För att få en kontrast som B-sida valdes balladen "Frankie" från samma inspelningssession. Denna låt, skriven av Howard Greenfield och Neil Sedaka, var inspirerad av Frankie Avalon.
"Lipstick on Your Collar" blev Connie Francis upptemposingel att nå amerikanska top 10 med topplaceringen #5 på Billboard Hot 100 i juli 1959. Samtidigt nådde den också topplaceringen #3 i Storbritannien och blev Francis första topp 10-hit i Australien med #4.
"Frankie" blev också en top 10-hi i USA med en #9-topplacering som gjorde singeln "Lipstick on Your Collar"/ "Frankie" den mest framgångsrika dubbla A-sidan i karriären.
I en intervju 1959 sa Francis att: "Rock är en manlig typ av musik" och påminde om att "'Come on out baby we're going to rock'..[bäst] passade en manlig sångare...Misstaget att många kvinnliga sångare gjort är att försöka tävla med männen [medan] jag har försökt med den söta vinkeln i texterna, som 'Lipstick on Your Collar' och 'Stupid Cupid'."
"Lipstick on Your Collar" spelades in på tyska av Conny som "Lippenstift am Jacket" som nådde topplaceringen #131 i dåvarande Västtyskland i april 1960. Samma år spelades den även in på italienska som "Rossetto sul colletto" av Mina för albumet Il cielo in una stanza.
Det var framgången med "Lipstick on Your Collar" på tyska som satte igång Francis framgångar med att sjunga sina låtar på andra språk: hennes första inspelning på annat språk var "Everybody's Somebody's Fool" på tyska i april 1960.
"Lipstick on Your Collar" var en av flera hitlåtar av Helen Shapiro på albumet Tops With Me, släppt 10 mars 1962.
I september 1977 släppte australiska punkrockbandet The Saints sin version av "Lipstick on Your Collar" på singel.
1981 spelade Elisabeth Andreassen in en cover på låten på albumet Angel of the Morning .
Dana släppte 1987 sin version av låten på single, men missade listorna.
"Lipstick on Your Collar" sjöngs också ofta av en ung Donna Summer.
Låten användes också i musikalen "The Marvelous Wonderettes" med låtar från 1950- och 60-talen.
1982 använde Wisk laundry en version av låten som jingle i ett radioprogram med text av George Goehring, som ursprungligen skrev låtens melodi (men inte text).
Connie Francis' "Lipstick on Your Collar" användes även som signaturmelodi 1993 för TV-serien  Lipstick on Your Collar som utspelar sig under Suezkrisen 1956, tre år före låten kom ut.
- 1Singeln var en dubbel A-sida med Rex Gildo-dueten "Yes, My Darling".

## Svenska versioner
Haldor Max och Tommy Stjernfeldt skrev texter på svenska vid namn "Läppstift på din krage".
Max' version spelades in av Carina Ahrle på EP-skivan Columbia SEGS 68, av Mona Grain på EP-skivan Cupol CEP 236 och av Lill-Babs på EP-skivan Karusell KSEP 3198.
Stjernfeldsts version spelades in av det svenska dansbandet Wizex 1983 på albumet Julie .

## Listplaceringar
| Lista (1959) | Topplacering |
| ------------ | ------------ |
| Norge        | 7            |

### Fotnoter
1. ↑  Clapton, Eric (2007). The Autobiography. New York: Broadway. sid. 42. ISBN 038551851X
2. ↑  Miami News 11 augusti 1959 sidan 20
3. ↑  Information i Svensk mediedatabas.
4. ↑  Donna Summer, with Marc Eliot (2003). Ordinary Girl: the Journey. New York: Villard. sid. 15. ISBN 1400060311
5. ↑  Billboard 29 maj 1982 (vol. 94 #21) p. 38.
6. ↑  ”Second Hand Songs”. http://www.secondhandsongs.com/song/73296. Läst 4 december 2009.
7. ↑  Information i Svensk mediedatabas.
8. ↑  Listplacering